# Sarh
Sarh (in arabo ساره; fino al 1972 Fort Archambault) è un comune del sud del Ciad capoluogo della provincia di Moyen-Chari e del dipartimento di Barh Köh.. Con una popolazione superiore ai 110 000 abitanti, è la terza città del paese africano dopo la capitale N'Djamena e Moundou.

## Geografia fisica
Sarh è situata sulla sponda sinistra del fiume Chari, a breve distanza dal confine con la Repubblica Centrafricana.

## Storia
Il posto di Fort-Archambault fu creato nell'agosto 1899 dal capitano Julien, che lo chiamò così in onore di un giovane ufficiale della sua compagnia appena morto nell'Alto Ubangui, Gustave Archambault.
Fort Archambault fu ribattezzato Sarh il 29 luglio 1972, durante la campagna di autenticazione promossa dal presidente François Tombalbaye. L'attuale toponimo deriva dalla popolazione sara che abita la provincia di Moyen-Chari.

## Infrastrutture e trasporti
La città è servita dall'aeroporto di Sarh, situato a 2 km dal centro cittadino.